# Duras
Duras är en kommun i departementet Lot-et-Garonne i regionen Nouvelle-Aquitaine i sydvästra Frankrike. Kommunen ligger i kantonen Duras som tillhör arrondissementet Marmande. År 2022 hade Duras 1 206 invånare.

## Befolkningsutveckling
Antalet invånare i kommunen Duras
| Referens: INSEE |